# Ilhas Selvagens

Lage der Inseln zwischen Madeira und den Kanarischen Inseln

Die Ilhas Selvagens (deutsch „Wilde Inseln“), auch Salvages, Sebaldinen oder Sebaldsinseln genannt, sind eine zur portugiesischen Autonomen Region Madeira gehörige kleine, unbewohnte Inselgruppe westlich der nordafrikanischen Atlantik-Küste. Sie gehören politisch zur Gemeinde (Freguesia) Sé des Kreises Funchal.

## Geographie
Der Archipel liegt etwa 280 Kilometer von Madeira und 165 Kilometer von den Kanarischen Inseln entfernt. Diese Inselgruppen bilden zusammen mit denen der Azoren und den Kapverdischen Inseln die Inselregion Makaronesien. Geographisch zählt die Inselgruppe zu Afrika. Politisch gehört sie zu Portugal. 
Die Sebaldinen bestehen aus drei größeren und 18 kleineren Inseln vulkanischen Ursprungs. Sie werden in zwei Inselgruppen unterschieden, die etwa 15 Kilometer voneinander entfernt sind:
- Der Nordostgruppe mit Selvagem Grande (2,45 km²), der größten Insel der Ilhas Selvagens, und den drei Inselchen Ilhéu Sinho, Palheiro do Mar und Palheiro de Terra. Höchster Gipfel ist der Pico da Atalaia auf Selvagem Grande mit 163 Metern.
- Der Südwestgruppe mit den Inseln Selvagem Pequena (0,30 km²) und Fora (0,08 km²) sowie zahlreichen, teilweise sehr kleinen Eilanden, etwa Alto, Comprido, Redondo und den Norte Inseln. Höchste Erhebung ist der  Pico do Veado mit 49 Metern auf Selvagem Pequena.

Der Archipel ist von gefährlichen Riffen umgeben, was eine Landung an manchen Inseln unmöglich macht. Nur wenige Stellen sind direkt mit dem Schiff erreichbar. Auf den etwas größeren Inseln finden sich Kegel von erloschenen Vulkanen, wie etwa der Pico da Atalaia auf Selvagem Grande.
Die Gesamtfläche aller Inseln beträgt 2,83 km². Alle Inseln sind aufgrund ihrer schlechten Zugänglichkeit und des Fehlens jeglicher Süßwasserquellen unbewohnt.

## Geschichte
Die ersten kartographischen Belege für die Ilhas Selvagens stammen von 1375. 1438 wurden sie im Auftrag des Infanten Heinrich des Seefahrers offiziell entdeckt. Diogo Gomes de Sintra hinterließ als Erster eine Beschreibung der Hauptinsel Selvagem Grande. Der Vertrag von Alcáçovas sprach das Gebiet 1479 Portugal zu.
Im 16. Jahrhundert wurden die Inseln von der auf Madeira lebenden Familie Caiado verwaltet. Im Jahre 1904 wurde der Archipel an den Bankier Luis da Rocha Machado verkauft. Der WWF interessierte sich im Jahre 1959 für die Inseln und unterzeichnete einen Vorverkaufsvertrag mit den Erben von Luis da Rocha Machado. 1971 intervenierte Portugal, konnte die Inseln erwerben und erklärte sie noch im gleichen Jahr zum Naturschutzreservat (Reserva das Selvagens). Damit sind die Ilhas Selvagens eines der ältesten Reservate Portugals und das erste, das vom Europarat mit dem Europadiplom ausgezeichnet wurde.
Mehrfach wurden die Inseln auf der Suche nach dem sagenumwobenen Schatz der Kathedrale von Lima (Peru) umgegraben. Der Pirat William Kidd soll ihn von einem spanischen Schiff, aus Baltimore kommend, geraubt und auf den Inseln vergraben haben. Auch der berühmte englische Entdecker Sir Ernest Henry Shackleton bat um Erlaubnis für die Schatzsuche.

## Naturschutzgebiet

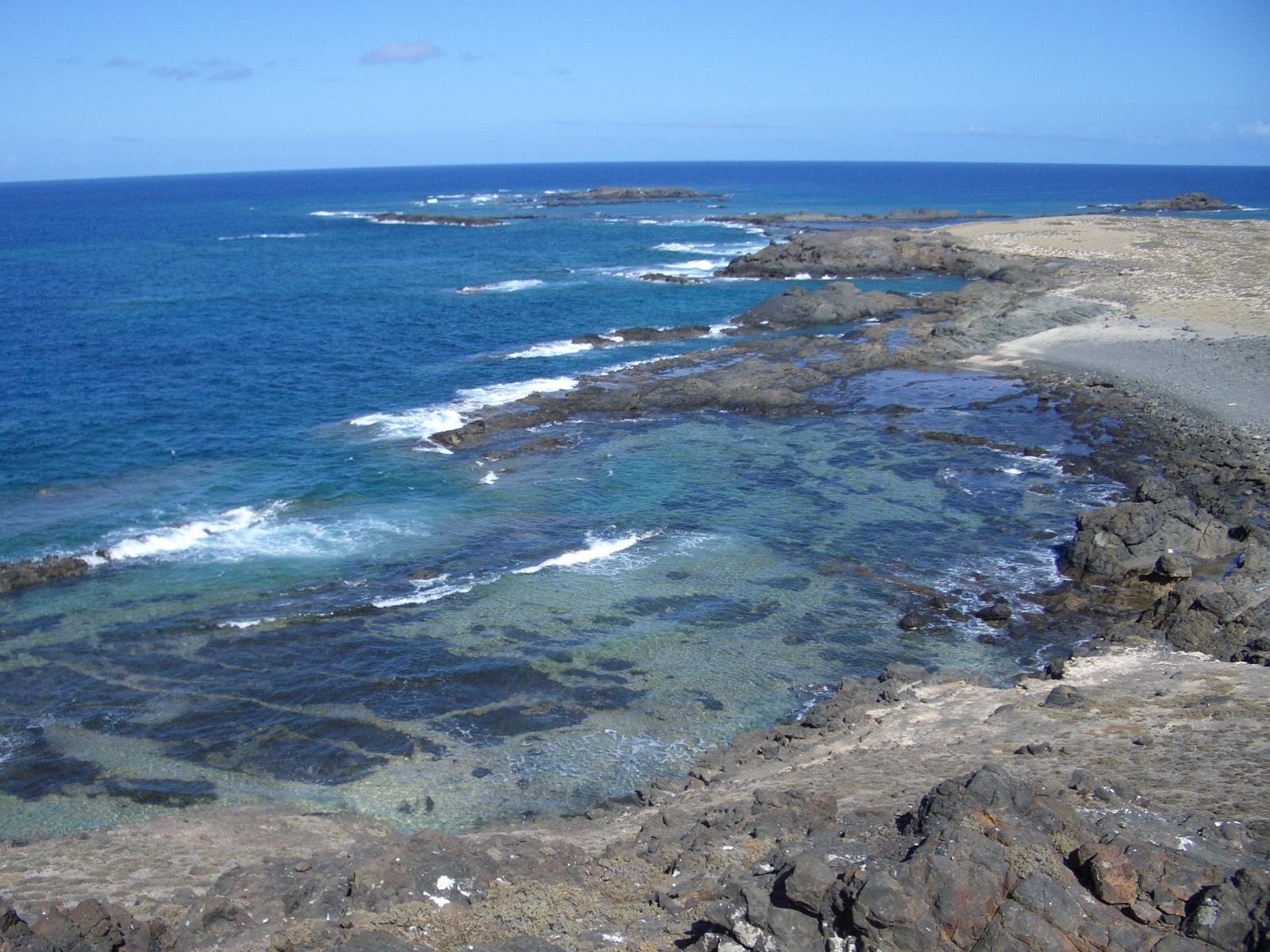
Küste von Selvagem Pequena

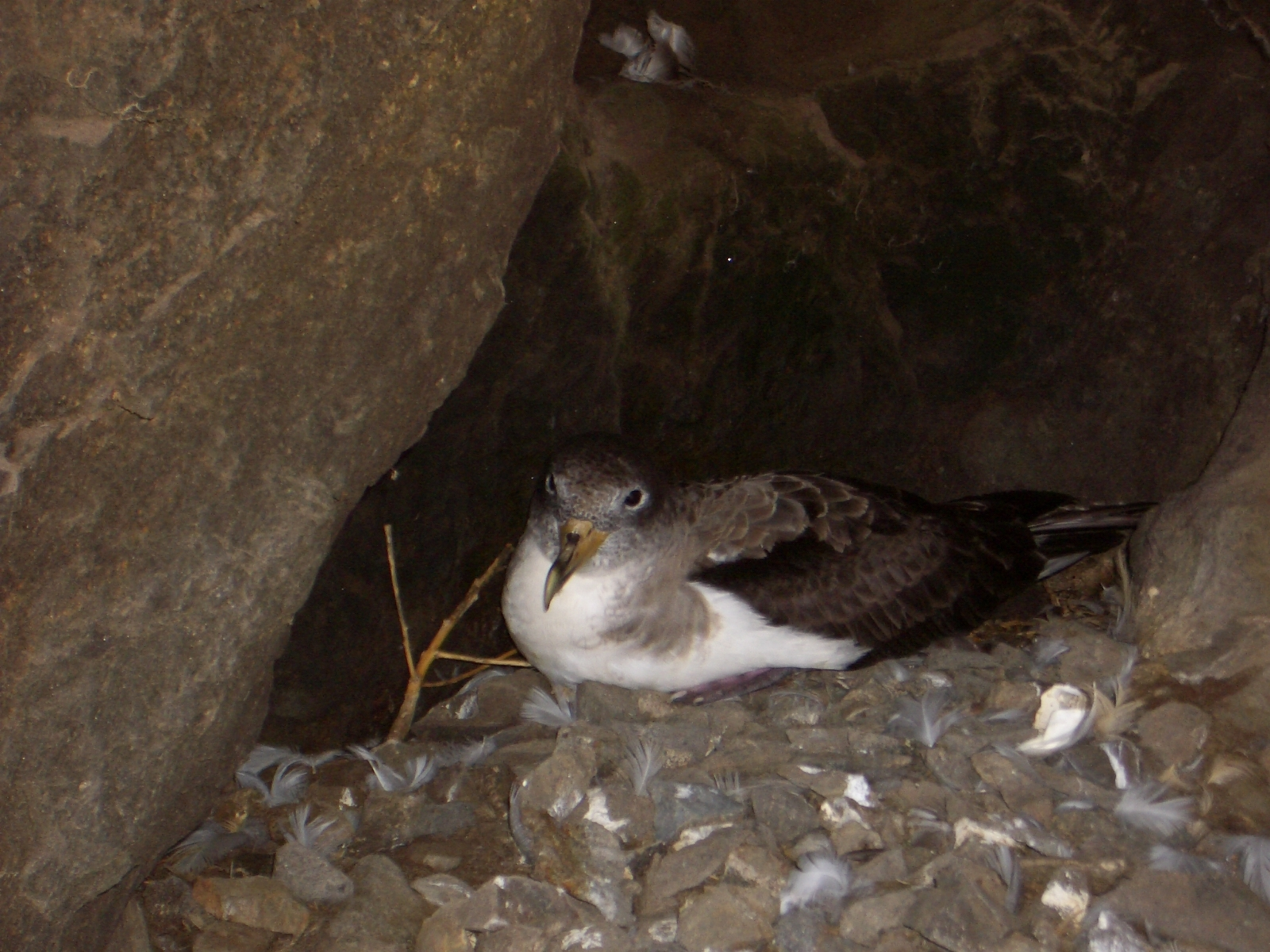
Gelbschnabel-Sturmtaucher auf Selvagem Pequena

Seit 1971 sind die Inseln ein Naturschutzgebiet. Die Inseln Selvagem Pequena und Ilhéu de Fora weisen eine einzigartige intakte Pflanzenwelt auf, weil dort niemals Pflanzenfresser eingeführt wurden. Von den 90 kartographierten Pflanzenarten, die die Selvagens besiedeln, sind zehn endemisch. Die Inseln dienen außerdem vielen Meeresvögeln als Nistplatz und sind daher auch als „ornithologisches Paradies“ bekannt. 
Die Inseln sind als Vogelschutzgebiet ausgewiesen, das von je zwei ganzjährig auf Selvagem Grande sowie von Mai bis Oktober auf Selvagem Pequena stationierten Personen betreut wird, die alle drei Wochen abgelöst werden. Darüber hinaus führen sie wissenschaftliche Arbeiten wie Artenzählungen und Tierbeobachtungen durch. Versorgt werden sie von der Küstenwache und der portugiesischen Marine. Seit 1989 obliegt die Überwachung und Verwaltung dem Amt für Naturschutz von Madeira. 
Besonders erwähnenswert ist die endemische Insektenwelt der Ilhas Selvagens, die nach morphologischen und molekulargenetischen Untersuchungen in erster Linie auf Faunenelemente der Kanaren zurückgeführt werden kann, insbesondere der von Fuerteventura und Gran Canaria.
Das Naturschutzgebiet der Ilhas Selvagens wurde 2002 in die Tentativliste zum UNESCO-Welterbe eingetragen. Nach vorübergehendem Rückzug schlug Portugal das Gebiet 2017 in einem zweiten Anlauf erneut als Welterbestätte vor.